# 테라카피
테라카피(TeraCopy)는 파일을 이동하거나 복사하는 응용 프로그램이다. 같은 이름의 파일이 있는 경우 동일한 내용의 파일인지 비교하고 삭제할 수 있는 기능이 있다. 이 유틸리티를 윈도 셸에 통합하여 윈도가 기본 제공하는 복사 및 이동 기능을 대체할 수 있다. 이 유틸리티는 코드 섹터(Code Sector)가 개발하였다. 
최초 버전은 2007년 5월 16일자에 공개되었으며 최신 버전은 2016년 12월 24일에 나온 TeraCopy 3 RC 버전이다.
이 소프트웨어는 "테라카피"라는 이름의 프리웨어와 테라카피 프로라는 사유 상용 소프트웨어로 나뉜다.